# 17045 Маркерт
17045 Маркерт (17045 Markert) — астероїд головного поясу, відкритий 22 березня 1999 року.
Тіссеранів параметр щодо Юпітера — 3,425.